# Kraftwerk Rijeka
Das Kraftwerk Rijeka (kroatisch: Termoelektrana Rijeka, kurz: TE Rijeka) ist ein ölbefeuertes Kraftwerk mit einer installierten Leistung von 320 MW in Bakar, Kroatien. Das Ölkraftwerk wurde zwischen 1974 und 1978 errichtet und ist durch seinen hohen, unmittelbar auf dem Kesselhaus befindlichen Schornstein, das markanteste Bauwerk in Bakar.
Die Spitze des Schornsteins ragt 250 m in die Höhe und macht das Kraftwerk zu einem der höchsten Industriegebäude Europas. Es existierte in der Bucht von Bakar noch ein 250 m hoher Kamin aus Stahlbeton, welcher den Namen „Eurco-Kamin“ trug und im Jahr 2005 abgerissen wurde.